# Yellow Grass
Yellow Grass – miasto leżące w południowo-wschodniej części prowincji Saskatchewan w Kanadzie.
- Powierzchnia: 2,68 km²
- Ludność: 582 (2001)